# John Hopkins (Politiker)
John Hopkins (* 12. Januar 1765 in Province of South Carolina; † 4. Oktober 1832 in Hopkins, South Carolina) war ein US-amerikanischer Politiker. Zwischen 1806 und 1808 war er Vizegouverneur des Bundesstaates South Carolina.

## Werdegang
John Hopkins war das zweite von elf Kindern von John und Sarah Hopkins. Der Vater war ursprünglich als Landvermesser für die britische Kolonialverwaltung tätig und wurde dann ein Plantagenbesitzer in Hopkins. Trotz seiner Jugend nahm John 1780 als Soldat der Staatsmiliz an der Endphase des Unabhängigkeitskrieges  teil, wobei er zwischenzeitlich für kurze Zeit in Kriegsgefangenschaft geriet. Nachher erhielt er als Belohnung für seine Teilnahme am Krieg eine Landschenkung vom Staat, auf der er in der Nähe des Anwesens seiner Eltern eine eigene Plantage errichtete, die er Cabin Branch nannte.
Neben seiner Tätigkeit als Plantagenbesitzer wurde er auch in der Politik tätig. Im Lauf der Jahre bekleidete er in seiner Heimat viele lokale und staatsweite Ämter. Zwischen 1786 und 1788 war er als Tax Collector Leiter der Steuerbehörde. Er war auch Straßenbeauftragter im Richland County. Dort war er zwischenzeitlich auch als Richter und Friedensrichter tätig. Hopkins schloss sich der von Thomas Jefferson gegründeten Demokratisch-Republikanischen Partei an. Im Jahr 1806 wurde er von der South Carolina General Assembly an der Seite von Charles Pinckney zum Vizegouverneur seines Staates gewählt. Dieses Amt bekleidete er zwischen dem 9. Dezember 1806 und dem 10. Dezember 1808. Dabei war er Stellvertreter des Gouverneurs.
Zwischen 1810 und 1818 saß John Hopkins als Abgeordneter im Repräsentantenhaus von South Carolina, wo er das Richland County vertrat. Er war Staatsbeauftragter für die öffentlichen Schulen und Kurator des South Carolina College, der späteren University of South Carolina. Er starb am 4. Oktober 1832 in Hopkins.